# Карлуково
Карлуково (болг. Карлуково) — село в Болгарии. Находится в Ловечской области, входит в общину Луковит. Население составляет 618 человек.

## Политическая ситуация
В местном кметстве Карлуково, в состав которого входит Карлуково, должность кмета (старосты) исполняет Васил Димитров Вылов (независимый) по результатам выборов правления кметства.
Кмет (мэр) общины Луковит — Петыр Георгиев Нинчев (независимый) по результатам выборов в правление общины.